# Copa del Mundo de Combinada Nórdica 2018-19
La Copa del Mundo de Combinada Nórdica 2018–19 es la 36.ª temporada de Copa del Mundo en combinada nórdica. La temporada empieza el 24 de noviembre de 2018 en Kuusamo, Finlandia, y concluye el 25 de marzo de 2019 en Schonach, Alemania. La Copa del Mundo está organizada por la FIS.

## Calendario
| Lugar         | Fecha                                  |
| ------------- | -------------------------------------- |
| Kuusamo       | 24 de noviembre de 2018                |
| Lillehammer   | 30 de noviembre–2 de diciembre de 2018 |
| Ramsau        | 22–23 de diciembre de 2018             |
| Otepää        | 5–6 de enero de 2019                   |
| Val di Fiemme | 11–13 de enero de 2019                 |
| Chaux-Neuve   | 18–20 de enero de 2019                 |
| Trondheim     | 26–27 de enero de 2019                 |
| Klingenthal   | 2–3 de febrero de 2019                 |
| Lahti         | 10 de febrero de 2019                  |
| Oslo          | 9 de marzo de 2019                     |
| Schonach      | 16–17 de marzo de 2019                 |

## Resultados

### Hombres
| Evento                    | Oro                | Plata              | Bronce            |
| Kuusamo HS142 / 10 km     | Mario Seidl        | Jarl Magnus Riiber | Johannes Rydzek   |
| Lillehammer HS98 / 5 km   | Jarl Magnus Riiber | Eric Frenzel       | Franz-Josef Rehrl |
| Lillehammer HS98 / 10 km  | Jarl Magnus Riiber | Eric Frenzel       | Fabian Rießle     |
| Lillehammer HS140 / 10 km | Jarl Magnus Riiber | Jørgen Graabak     | Johannes Rydzek   |